# Kalgin
Kalgin (en Dena'ina: Qelghin) és una illa que es troba a la badia de Cook, al golf d'Alaska, Estats Units. Fa uns 20 km de llargada i té una superfície de 58,722 km². El seu punt més elevat es troba a 25 msnm. Segons els cens del 2000 hi vivia una persona. Una part de l'illa és una àrea natural protegida, l'Àrea d'hàbitat crític de l'illa de Kalgin.
El nom Isla del Peligro (Illa del Perill) li va ser assignat per Dionisio Alcalá Galiano l'any 1802, mentre que el nom dena'ina va ser recollit per l'explorador i naturalista rus Ilia Gavrilovitx Voznessenski  el 1850.